# Metropolitano da Baía de São Francisco

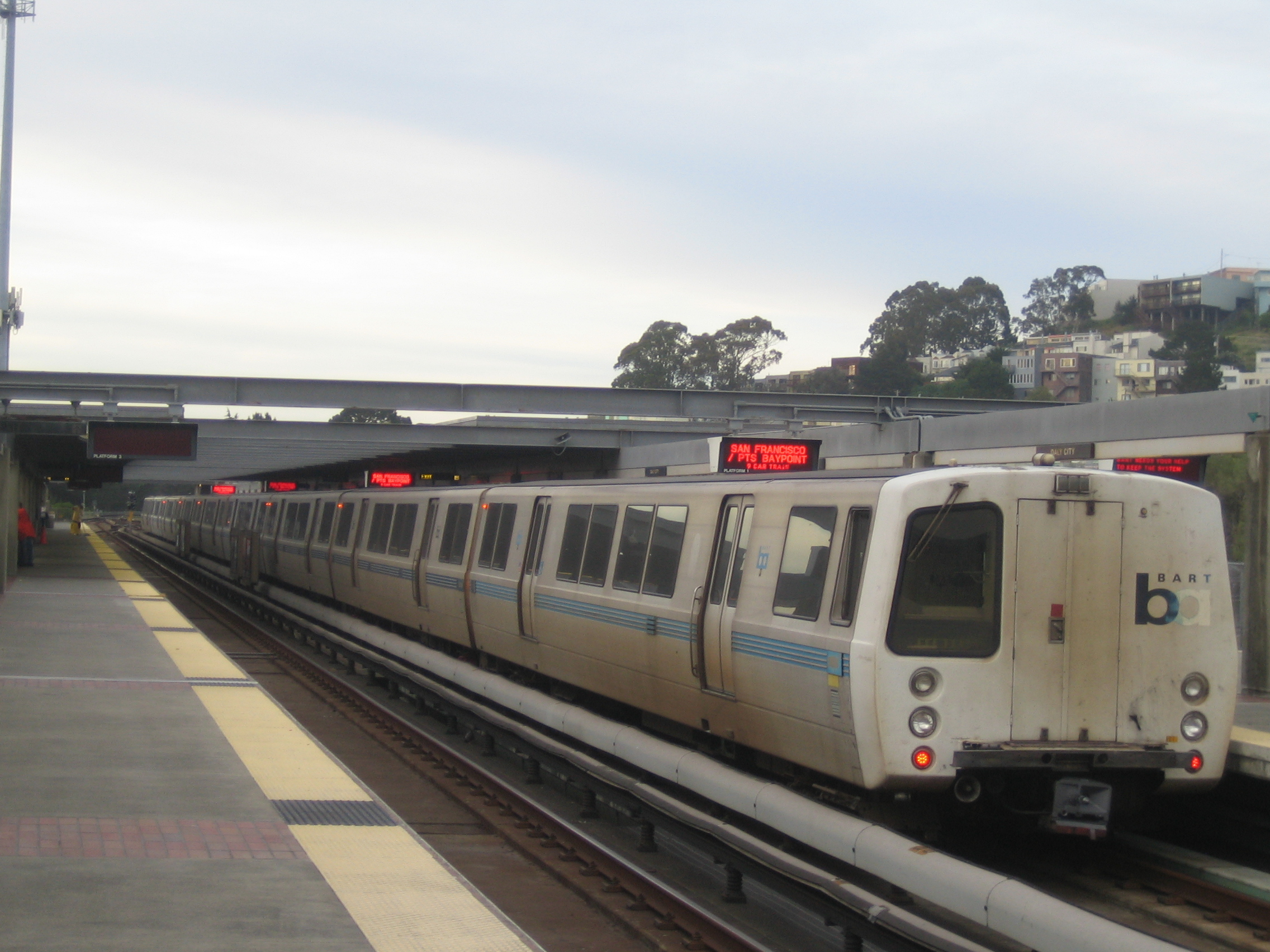
Um trem de BART en Daly City Station

BART (acrónimo de Bay Area Rapid Transit) é um sistema público de transporte rápido que serve parte da área da baía de São Francisco, na Califórnia, incluindo as cidades de São Francisco, Oakland, Berkeley, Daly City, Richmond, Fremont, Hayward, Walnut Creek e Concord. Também serve o Aeroporto Internacional de São Francisco e mediante autocarros (AirBARTal) o Aeroporto Internacional de Oakland. 

Mapa do BART